# Abū Muslim al-Bahlānī
Abū Muslim Nāsir ibn Sālim al-Bahlānī (arabisch أبو مسلم ناصر بن سالم البهلاني, DMG Abū Muslim Nāṣir ibn Sālim al-Bahlānī, * 1860 in Mahram im Samāʾil-Tal in Oman; gest. 1920 auf Sansibar), auch bekannt unter dem Namen ar-Rawāhī (DMG ar-Rawāḥī, arabisch الرواحي) beziehungsweise ar-Ruwāhī, war ein omanisch-sansibarischer Autor, Publizist, arabischsprachiger Dichter, ibaditischer Rechtsgelehrter und islamischer Reformdenker. Den Bū-Saʿīd-Sultanen von Sansibar diente er als oberster ibaditischer Qādī, bis er 1907 durch die britische Kolonialregierung abgesetzt wurde. Abū Muslim al-Bahlānī gilt als bedeutendster Vertreter der arabischen Nahda-Bewegung auf Sansibar. Mit seiner Dichtung und Publikationstätigkeit unterstützte er von Sansibar aus die ibaditische Imamatsbewegung von 1913 in Oman.

## Abstammung
Abū Muslim al-Bahlānīs Nasab ist Nāsir ibn Sālim ibn ʿUdaiyim ibn Sālih ibn Muhammad ibn ʿAbdallāh ibn Muhammad al-Bahlānī (ar-Rawāhī) (Nāṣir ibn Sālim ibn ʿUdaiyim ibn Ṣāliḥ ibn Muḥammad ibn ʿAbdullāhi ibn Muḥammad al-Bahlānī ar-Rawāḥī / ناصر بن سالم بن عديم بن صالح بن محمد بن عبد الله بن محمد البهلاني الرواحي). Sein Vater Sālim ibn ʿUdaiyim (auch bekannt als Sālim ar-Rawāhī) war als ibaditischer Qādī für den Imam ʿAzzān ibn Qais in Nizwa und später für Sultān Barghasch ibn Saʿīd tätig.

## Leben
Abū Muslim al-Bahlānī wuchs in einem religiösen, gebildeten Umfeld auf. Er erhielt zuerst eine religiöse Grundausbildung an verschiedenen Moscheen. Von seinem Vater sowie von Scheich Muhammad ibn Salīm ar-Rawāhī wurde er in der ibaditischen Lehre ausgebildet. Ein großes Vorbild für al-Bahlānī war Saʿīd ibn Chalfān al-Chalīlī, als Schriftsteller und Politiker zentrale Figur hinter der Imamatsbewegung ʿAzzāns. Die Historikerin Amal N. Ghazal geht davon aus, dass al-Bahlānī sich in diesem religiös-politischen Aspekt in einer Nachfolgerrolle al-Chalīlīs sah. Muhammad Al-Mahrouqi sieht bei seiner Interpretation von al-Bahlānīs Dichtung einen Einfluss al-Chalīlīs auf al-Bahlānīs Dichtung.
Das erste Mal reiste al-Bahlānī 1878 nach Sansibar. Sein Vater war nach dem Zusammenbruch des Imamats ʿAzzāns, als Oman durch Dürre, wirtschaftlichen Zerfall und politische Unruhen geprägt wurde, dorthin ausgewandert. Nach einer Rückkehr nach Oman im Jahre 1882 kehrte er 1888 nach Sansibar zurück, das ihm zu dieser Zeit bessere finanzielle Möglichkeiten und ein kosmopolitisches und intellektuelles Zentrum bot, wo er bis zu seinem Tod lebte.
Auf Sansibar stand Abū Muslim al-Bahlānī lange dem Königshaus sehr nahe und diente mehreren Sultanen. Unter Sultan Hamad ibn Thuwayni besetzte er die Position eines persönlichen Beraters ebenso wie die des obersten Qādī. Auch dem Nachfolger Hamad ibn Thuwaynis, Sultan Hamūd ibn Muhammad, stand er sehr nah. Im Jahre 1898 unternahm er mit ihm eine Reise zu einigen ostafrikanischen Küstenstädten. Darüber schrieb er den Reisebericht al-Lawāmiʿ al-Barqīya („Die blitzenden Lichter“), der 1899 veröffentlicht wurde. 1907 musste er auf Druck der britischen Kolonialregierung in Sansibar, dort vertreten durch Premierminister Peter Grain, seine Karriere als Qādī beenden.

## Werke

### Der ReiseberichtAl-Lawāmiʿ al-Barqīya
Al-Lawāmiʿ al-barqīya fī riḥlat maulānā s-sulṭān al-muʿaẓẓam Ḥamūd b. Muḥammad ibn Saʿīd ibn Sulṭān fī l-aqṭār al-Ifrīqīya aš-šarqīya („Die blitzenden Lichter über die Reise unseres Herrn, des verehrten Sultans Hamūd ibn Muhammad ibn Saʿīd ibn Sultān in die ostafrikanischen Gebiete“) ist ein 1899 veröffentlichter Bericht über die Reise von Sultan Hamūd ibn Muhammad ibn Saʿīd nach Ostafrika im Jahre 1898. In dem Buch wird die britische Regierung auf Sansibar positiv dargestellt. Das Buch wurde als einziges sansibarisches Werk auf der ersten Druckerpresse Sansibars gedruckt, die, durch Sultān Barghasch importiert, auch die erste arabische Druckerpresse Ostafrikas war und mit der ansonsten vor allem ibaditische fiqh-Literatur verbreitet wurde.

### Artikel inAl-Ahrāmüber das Imamat in Oman
Mit Hilfe von Qāsim asch-Schammāchī, Bewunderer Muhammad ʿAbduhs und der Salafiyya nahestehend, veröffentlichte Abū Muslim al-Bahlānī 1913 einen Artikel über den Erfolg der Imamatsbewegung in Oman unter as-Sālimī in der ägyptischen Zeitschrift al-Ahrām, in dessen Folge er durch die britische Kolonialregierung zur persona non grata erklärt wurde. In seinem Brief an asch-Schammāchī, mit dem er den Artikel nach Ägypten sandte, bat al-Bahlānī jenen auch, eine Kopie des Artikels an Muhammad Atfaiyasch zu senden, weil al-Bahlānī noch nicht die Zeit für einen direkten Briefwechsel mit dem ibaditischen Gelehrten gefunden habe.

### Der Brief an Imam al-Chārūsī
Bekannt ist auch ein Brief al-Bahlānīs an den neuen Imam in Oman al-Chārūsī aus dem Jahr 1915. Er ist als Manuskript mit dem Titel Kitāb warada min Zanǧubār min Abī Muslim Nāṣir ibn Sālim ibn ʿUdaiyim ar-Rawāḥi ilā imām al-muslimīn bi-ʿUmān Sālim ibn Rāšid ibn Sulaimān al-Ḫarūṣī aʿazzahu Llāh in Maskat erhalten. In diesem Brief preist al-Bahlānī al-Chārūsī als neuen Imam und macht zahlreiche Regierungsempfehlungen und Reformvorschläge: Um eine Druckerpresse nach Oman zu schaffen, solle er asch-Schammāchī kontaktieren, außerdem solle er Schulbildung (basierend auf der Religion) für alle Kinder verpflichtend machen und für arme Kinder öffentlich finanzieren. Die Wichtigkeit von Bildung unterstrich al-Bahlānī mit Hinweisen auf Koran und Sunna sowie die Feststellung, dass weiter entwickelte Nationen ihren Fortschritt durch verpflichtende, vom Elternhaus unabhängige Bildung erreicht hätten. Außerdem empfahl al-Bahlānī al-Chārūsī, eine Außenpolitik aufzubauen und gab Tipps, wie er das zu tun habe. Dabei erhoffte er sich auch eine unter dem ibaditischen Imāmat vereinte Arabische Halbinsel. Ohne Kenntnis einzelner Ereignisse, die zu diesem Zeitpunkt während des Ersten Weltkriegs – vor allem hinter den Kulissen (wie beispielsweise die Hussein-McMahon-Korrespondenz) – schon geschehen waren, hatte al-Bahlānī bezüglich des Machtkampfs zwischen dem Osmanischen Reich und Großbritannien auf der Arabischen Halbinsel eine pro-osmanische Einstellung. Zum Osmanischen Reich solle der Imām Kontakt über Sulaymān al-Bārūnī knüpfen. Der Imām solle sich auch Gedanken über die Beschaffung von Waffen machen. Beim Vernetzen islamischer Organisationen in der ganzen Welt, zum Beispiel in Indien, wolle al-Bahlānī gern behilflich sein, um die umma gegen den europäischen Kolonialismus zu einen. Der Brief ist offenbar als Manuskript in Maskat erhalten.

### Die Zeitschriftan-Nadschāh
Von 1910 (andere Literatur: 1911) bis 1914 brachte al-Bahlānī auf Sansibar die Zeitschrift an-Nadschāh heraus, die dreimal im Monat erschien. Dies ebnete anderen Omanis in Ostafrika den Weg für die Herausgabe zahlreicher weiterer Zeitungen und Zeitschriften. Die Zeitschrift, die als Parteiorgan der Islāh-Partei auf Sansibar diente,. beschäftigte sich mit aktuellen Ereignissen vor Ort sowie besonders auch dem Zeitgeschehen in Oman und ist laut Muhammad al-Mahrouqi für Historiker eine wertvolle Quelle über die omanische Geschichte, laut Amal N. Ghazal ist allerdings nur eine einzige Ausgabe bis heute erhalten. Zielgruppe waren Araber auf Sansibar, besonders diejenigen omanischer Herkunft. Diese bildeten die Oberschicht aus Grundbesitzern und Händlern.
Die Zeitschrift hatte eine panislamische Ausrichtung, als Vorbild diente Raschīd Ridās Zeitschrift al-Manār. Valerie J. Hoffman ordnet die Zeitschrift als „das Sprachrohr der Islāh-Partei“ ein. Die Herausgabe der Zeitschrift endete 1914, als Nāsir b. Sulaimān al-Lamkī die Herausgabe übernahm und im Juli desselben Jahres ins Exil nach Indien gehen musste. In mancher Literatur wird Nāsir ibn Sulaimān al-Lamkī als Mitgründer und Mitherausgeber für den gesamten Publikationszeitraum sowie als Gründer der Islāh-Partei genannt.
Ab spätestens 1914 gaben die beiden Herausgeber von an-Nadschāh in der an-Nadschāh-Druckerei (Maṭbaʿat an-Naǧāḥ) in unregelmäßigen Abständen Text- und Gedichtsammlungen heraus.

### Sein Dīwān
Al-Bahlānī hat auch einen Dīwān mit Gedichten hinterlassen. Er wurde zum ersten Mal 1928 von Yūsuf Tūmā al-Bustānī in Kairo herausgegeben. Laut Amal N. Ghazal existieren weitere Druckausgaben von 1957, 1980 und 1986. Zuletzt wurde er 1980 von ʿAlī an-Naǧdī Nāṣif herausgegeben.

### Weitere Werke
- Niṯār al-Ǧauhar,[6][26][27] unvollendetes rechtswissenschaftliches Kommentarwerk.[28]
- al-ʿAqīda al-Wahbiyya,[29][12][5] Bekenntnisschrift, die die wahbitisch-ibaditische Lehre darstellt.
- Kitāb as-Suʾālāt („Buch der Fragen“).[26]
- an-Našʾa al-Muḥammadiyya („Die mohammedanische Geburt“). Dieses Buch wird bei Feierlichkeiten zum Geburtstag Mohammeds auf Sansibar, in Oman, im M'zab-Tal in Algerien und auf Dscherba verwendet.[30]
- an-Nafas ar-Raḥmānī.[26]
- Alwāḥ al-Anwār Arwāḥ al-Asrār.[26]

## Politische und theologische Positionen
Viele Autoren, darunter Valerie J. Hoffman und Amal N. Ghazal beschreiben Abū Muslim al-Bahlānī als Enthusiasten sowohl für die ibaditische Lehre, als auch für panislamistische Ideen. Ghazal sieht salafistische Einflüsse in seinem Panislamismus. Al-Bahlānī hielt auch mit nicht-ibaditischen muslimischen Gelehrten Kontakt: Dem ägyptischen Pascha Mustafā Riyād dankte er für seine Versuche, Muslime und Kopten zu versöhnen. Im Panislamismus sah er einen Weg für die Umma, sich gegen den europäischen Imperialismus zu wehren. Im Kontext seiner engen Beziehung zu Hamūd ibn Muhammad äußerte er sich auch positiv über die britische Administration, die Frieden, Sicherheit und (auf Infrastruktur und Städtebau bezogen) Zivilisation bringe. Diese Äußerungen in seinem Reisebericht sind im Kontext des in seinem Nachwort erwähnten Umstandes, das Buch sei durch den hohen Kommissar überprüft worden, zu sehen.
Überzeugt von der ibaditischen Lehre, schrieb er aus Freude über die erfolgreiche neue Imamatsbewegung unter al-Charūsī zu Beginn des 20. Jahrhunderts in Oman, deren begeisterter Befürworter er war und die in ihm Heimweh weckte: „God will accept no other religion than theirs“ (Übers. Valerie J. Hoffman). Gleichzeitig interpretierte er das ibaditische Konzept der barāʾa, der Lossagung von nicht-ibaditischen Muslimen, welche nach ibaditischer Lehre ungläubig (kuffār) sind, derart, dass dieses nicht bedeute, dass zu nicht-ibaditischen Muslimen nicht eine enge Beziehung bestehen dürfe.
Abū Muslim al-Bahlānī wird ebenso als bedeutendster Dichter der omanischen Nahda und „Dichter der Araber“ (Amal N. Ghazal: „the poet of Arabs“) bezeichnet. Er versuchte, die omanische Imamatsbewegung, die er auch mit seiner Dichtung unterstützte, zu internationalisieren und Araber und Muslime im Allgemeinen für die Sache zu begeistern. Seine Versuche, islamische Herrschaft auf der Basis von Religion und Vernunft zu reformieren, sowie sein Verständnis des Verhältnisses von Religion und Politik ordnet Ghazal als für die Zeit typisch ein und erkennt Parallelen zu den Theorien Muhammad ʿAbduhs sowie Dschamāl ad-Dīn al-Afghānīs.

## Dichtung
Al-Bahlānīs Dichtung ist größtenteils religiös, seine religiöse Dichtung stellt nach Schätzung von Al-Mahrouqi circa 57 % seines Gesamtwerkes dar. Seine Gedichte sind von tiefer Ehrfurcht vor Gott, der Beschäftigung mit den eigenen Sünden und der politischen Auseinandersetzung mit der Gesellschaft, in der er lebte, und zum Teil stark vom mystischen Islam geprägt. Al-Bahlānī lobt Gott demütig, oft unter Verwendung der schönen Namen Gottes und mit vielen Referenzen auf den Koran. Eine ebenfalls wichtige Rolle in seiner oft sehr politischen und auf die Nahda bezogenen Dichtung spielt der Antikolonialismus. Den europäischen Kolonialismus als Herrschaft von Christen über Muslime beschrieb er oft als Feind. In einem Lobgedicht auf den neuen omanischen Imām al-Charūsī schrieb er, dass dieser Feind (der Kolonialismus) ihn davon abhalte, nach Oman zurückzukehren.
Als Themen von al-Bahlānīs religiöser Dichtung identifiziert Muhammad al-Mahrouqi: Die Verehrung Gottes; Beschwerde über die eigenen Sünden; Beichte der eigenen Sünden; Bitte um Reichtum; Anspielungen auf und Gebete gegen die Feinde; die Verehrung des Propheten. Die Verehrung Gottes überwiegt hierbei quantitativ die Verehrung des Propheten. Bei Gedichten, die Mohammed loben, orientiert sich al-Bahlānī an zu seiner Zeit typischen Formen der poetischen Verehrung des Propheten, die am Al-Burda-Stil von al-Būsīrī orientiert war.
In al-Bahlānīs Dichtung finden sich häufig an das Konzept sulūk geknüpfte Vorstellungen. Hierbei handelt es sich laut Muhammad al-Mahrouqi um eine speziell ibaditische Abwandlung des sufischen zuhd. Zur Unterscheidung führt Al-Mahrouqi drei Aspekte an, die auch in Al-Bahlānīs Poesie festzustellen sind: Während erstens zuhd von Entsagung und Abkehr vom Diesseits geprägt sei, sei sulūk explizit politisch und ziele auf revolutionäre Handlungen und darauf, ein ibaditisches Imamat einzurichten; außerdem werde die zeitgenössische Gesellschaft kritisiert. Zweitens rufe das Prinzip des sulūk dazu auf, sich um die Mitmenschen, für die man verantwortlich sei, zu kümmern. Drittens falle – entsprechend der ibaditischen Lehre und entgegengesetzt zum sufischen zuhd – der Glaube an das Schauen Gottes weg. L. Lewisohn beschreibt das Prinzip des sulūk in der Encyclopaedia of Islam allerdings nur als ein Konzept des mystischen Islams, nicht als speziell ibaditisch.
Gemeinsam mit Saʿīd ibn Chalfān al-Chalīlī, der auch die Dichtung al-Bahlānīs stark beeinflusst hat, und Dschāʿid ibn Chamīs al-Charūsī gilt Abū Muslim al-Bahlānī laut Muhammad al-Mahrouqi als einer der omanischen Pioniere des sulūk. Al-Bahlānī sah sich in der Rolle als Sprachrohr der neuen Imamatsbewegung in Oman und somit in der Nachfolge al-Chalīlīs, der eine wichtige Rolle in der vorherigen Imamatsbewegung gespielt hatte. Zu einigen Gedichten al-Chalīlīs schrieb al-Bahlānī ein tachmīs, ein Gedicht, bei dem zu jeweils zwei Versen des Originalgedichts drei neue Verse ergänzt werden.
Bei einem Gedicht, das von al-Bahlānī überliefert ist, sind Kiswahili-Wörter in die arabische Poesie integriert: Das letzte Wort jedes Halbverses ist in Kiswahili statt Arabisch, die Reimendung also immer am Ende des Kiswahili-Wortes. Al-Mahrouqi vermutet, dass es weitere solcher Gedichte – bisher unentdeckt – gibt. Lobgedichte auf Herrscher sind bei Abū Muslim al-Bahlānī verhältnismäßig selten. Es gibt aber einige, die die beiden sansibarischen Sultane, in deren Dienst al-Bahlānī stand, sowie Sultān Saʿīd, den Begründer der Bū-Saʿīd-Dynastie auf Sansibar, preisen. Al-Bahlānī soll sich auch mit Hassān ibn Thābit, der als der erste islamische Dichter gilt, verglichen haben.

## Rezeption
Die Dichtung Al-Bahlānīs ist in Oman nach wie vor beliebt und hat einen großen Einfluss auf moderne omanische Poesie.
2019 nahm die UNESCO auf Betreiben Omans Abū Muslim al-Bahlānī in ihre Liste globaler einflussreicher Personen auf.